# Leptopelis crystallinoron
Leptopelis crystallinoron é uma espécie de anfíbio anuro da família Arthroleptidae. Está presente no Gabão. A UICN classificou-a como deficiente de dados.